# Adrian Zaugg
Pour les articles homonymes, voir Zaugg.
Adrian Zaugg, né le 4 novembre 1986 à Singapour, est un pilote automobile sud-africain et suisse.

## Carrière

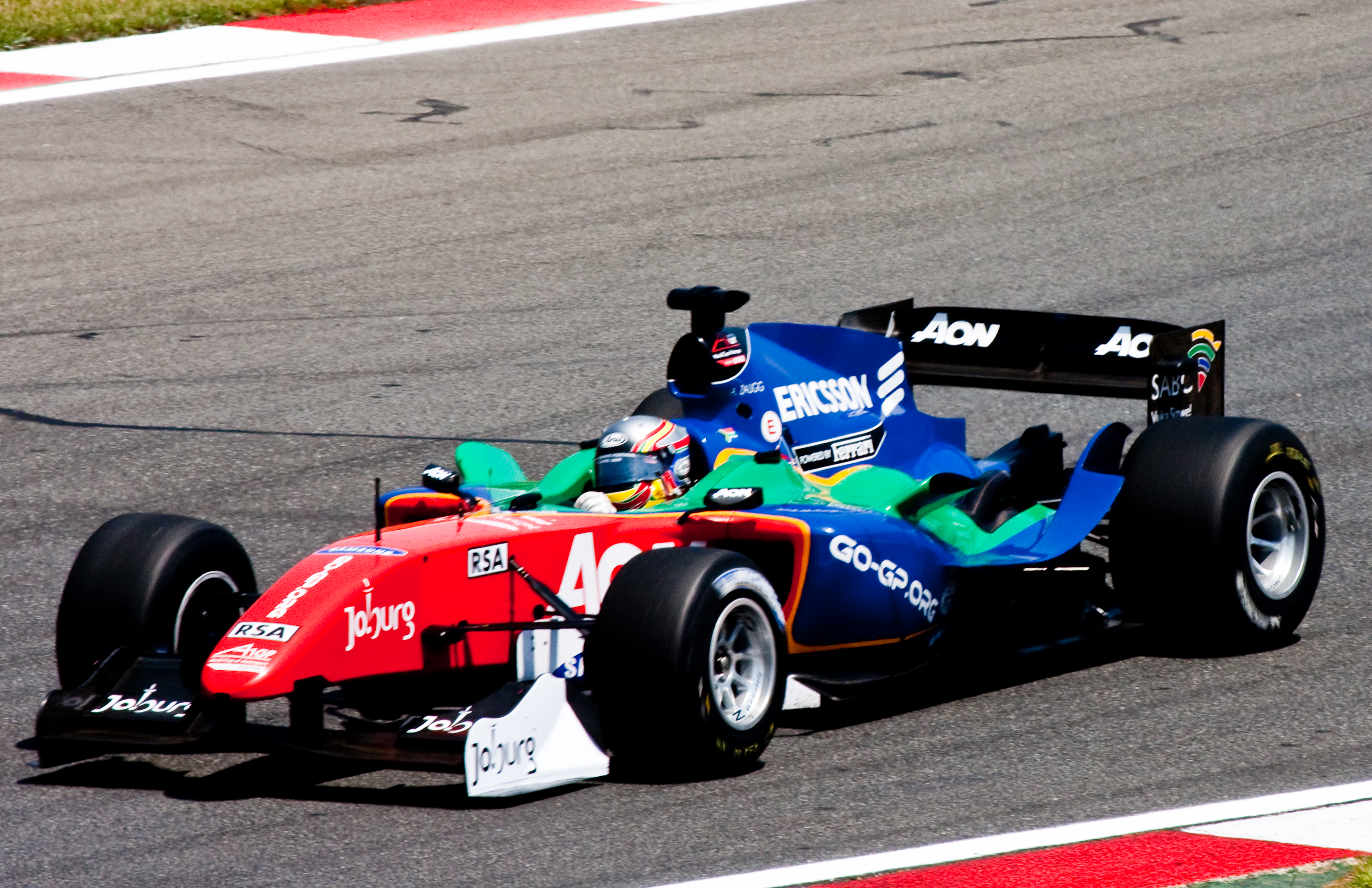
Adrian Zaugg en A1 Grand Prix à Kyalami en 2009

En 2013, il participe au championnat britannique des voitures de grand tourisme en compagnie de Christian Ebong. Il pilote l'Audi R8 LMS de l'écurie Team Nigeria Racing Eagle.
En mai 2014, il est choisi par Lamborghini pour être l'un des pilotes de développement de la Lamborghini Huracán GT3.

## Résultats
- 2004 : Formule BMW Allemagne, 7e
- 2005 : Eurocup Formule Renault, 6e
  - Formule Renault Italienne, 5e
- 2006 : World Series by Renault, 13e
  - Eurocup Formule Renault, 16e
  - Formule Renault Italienne, 2e
- 2006-2007 : A1 Grand Prix
- 2007 : GP2 Series, 18e
- 2007-2008 : A1 Grand Prix
- 2008-2009 : A1 Grand Prix
- 2009-2010 : 2 courses en GP2 Asia Series, 19e
- 2010 : GP2 Series, 18e
- 2016-2017 : Asian Le Mans Series